# 2018 v loďstvech
Tento článek obsahuje významné události v oblasti loďstev v roce 2018.

## Události

### Leden
1. ledna
- Dle novin South China Morning Post v roce 2017 začaly práce na stavbě třetí Námořnictva ČLOA letadlové lodi. Stalo se tak nedlouho po spuštění letadlové lodě typu 001A na vodu (duben 2017). Oproti svým dvěma předchůdcům bude třetí čínské plavidlo výrazně větší (cca 80 000 tun). Do roku 2030 chce ČLR získat celkem čtyři letadlové lodě.[1]

10. ledna
- Fregata íránského námořnictva Damavand ztroskotala na vlnolamu ve vjezdu do kaspického přístavu Bandar-e-Anzali a byla vážně poškozena.

- Média zveřejnila zprávu, že na první indické jaderné raketonosné ponorce INS Arihant došlo v roce 2017 k nehodě, kvůli které musela být plných 10 měsíců opravována. Posádka totiž zapomněla zavřít jeden z poklopů, kterým následně pronikla voda do sekce s jaderným pohonem. K nehodě mělo dojít nedlouho poté, co byla ponorka v srpnu 2016 zařazena do služby. Kdy bude opět bojeschopná nebylo zveřejněno.[2]

15. ledna
- Italská loděnice Fincantieri chce ve spolupráci se společnostmi Gibbs & Cox a Trident Maritime Systems (TMS) nabídnout upravenou verzi fregat třídy FREMM do amerického programu stavby nových fregat FFG(X).[3]

26. ledna
- Belgická potvrdila zakoupení šesti nových minolovek, které ve službě nahradí stávající třídu Tripartite. Plavidla budou objednána společně s Nizozemskem. Obě země spolupracují také na programu stavby nových fregat.[4]

### Únor
5. února
- Italská loděnice Fincantieri získala 50% podíl ve francouzské loděnici STX France. Původním většinovým vlastníkem loděnice byl jihokorejský koncern STX Offshore and Shipbuilding, který svou francouzskou pobočku prodal kvůli finančním problémům v rámci restrukturalizace. Dalšími podílníky jsou francouzský stát (34,34 %), loděnice Naval Group (10 %), malý akcionáři (3,26%) a zaměstnanci společnosti (2,40%)[5]

19. února
- Ve Spojených státech amerických pokračuje program akvizice fregat FFG(X), které mají ve stavebním programu nahradit část plavidel Littoral Combat Ship. Námořnictvo poptává již existující platformy, které by byly adaptovány pro jeho potřeby. Do další části programu byla vybrána pětice uchazečů, kteří získali prostředky na další koncepční práce. Patří mezi ně loděnice Austal USA s upravenou LCS třídy Independence, Lockheed Martin s upravenou LCS třídy Freedom, Huntington Ingalls Industries s upraveným kutrem třídy Legend, General Dynamics Bath Iron Works s upravenou fregatou španělského typu F100 (Álvaro de Bazán) a Fincantieri Marine Group s evropskou fregatou třídy FREMM.[6][7]

22. února
- Kutr argentinské pobřežní stráže (Prefectura Naval Argentina) Mantilla (GC 24) zadržel čínskou rybářskou loď Jing Yuan 626, nelegálně lovící v argentinské výlučné ekonomické zóně. Přoti čínské lodi muselo být užito zbraní. Při podobném incidentu v roce 2016 byla jiná čínská loď střelbou potopena.[8]

### Březen
4. března
- Dle studie organizace Global Fishing Watch je Čína největší světovou rybářskou velmocí. Počtem rybářských lodí, rozsahem i časem stráveným na moři převyšuje součet dalších deseti států v žebříčku.[9]

5. března
- Spoluzakladatel Microsoftu Paul Allen oznámil, že jím vedený průzkumný tým nalezl přibližně 800 km od východního pobřeží Austrálie vrak americké letadlové lodě USS Lexington (CV-2). Plavidlo leží v hloubce přibližně 3000 m. Uvnitř lodi se nachází v zachovalém stavu 11 z 35 letadel.[10] Allenův tým v nedávné době nalezl vraky amerických těžkých křižníků USS Astoria (CA-34) (únor 2015) a USS Indianapolis (CA-35) (srpen 2017), japonské bitevní lodě Musaši (březen 2015) a torpédoborců USS Ward (DD-139) (listopad 2017) a Artigliere (březen 2017).[11]

- Německé ministerstvo obrany vyřadilo ze soutěže na stavbu šesti korvet třídy MKS 180 (Mehrzweckkampfschiff MKS 180) pro německé námořnictvo konsorcium ThyssenKrupp Marine Systems/Lürssen. Rozhodnuto tedy bude mezi konsorcii German Naval Shipyards/BAE Systems a Damen/Blohm+Voss.[12]

### Duben
12. dubna
- U severního pobřeží Dánska byl nalezen vrak německé ponorky typu XXI U-3523, kterou 5. května 1945 hlubinnými pumami potopil Liberator 311. čs. bombardovací perutě RAF.[13]

13. dubna
- Expedice na palubě výzkumné lodě R/V Petrel na dně Šalomounova moře lokalizovala vrak amerického lehkého křižníku USS Helena (CL-50). Křižník byl potopen roku 1943 v bitvě v zálivu Kula. Vrak se nachází v hloubce 860 metrů.[14]

20. dubna
- Řecko jedná s Francií o pětiletém pronájmu dvou francouzských fregat třídy FREMM (tedy 2018–2023).[15] Důvodem může být, že řecké námořnictvo navzdory své velikosti postrádá plavila zaměřená na protivzdušnou obranu. Dle serveru Navy Recognition je možné, že fregaty FREMM mají námořnictvo pouze dočasně posílit do objednávky nových fregat francouzského exportního typu Belh@rra.[16]

24. dubna
- Rusko a Indie pokračují v projednávání kontraktu na dodání fregat projektu 11356 indickému námořnictvu. Dokončení jednání se očekává v červnu 2018. První pár fregat má být postaven v Rusku a druhý v Indii.[17]

25. dubna
- Indická loděnice Mazagon Dock Shipbuilders Limited (MDSL) na veletrhu Defexpo 2018 představila model nové fregaty Projektu 17A.[18]

### Květen
7. května
- V americké loděnici Huntington Ingalls Industries proběhlo slavnostní první řezání oceli na stavbu torpédoborce USS Jack H. Lucas (DDG 125), který je prototypem nejnovější verze Flight III torpédoborců třídy Arleigh Burke. Mezi hlavní změny patří náhrada radaru SPY-1 novým typem AMDR (Advanced Missile Defense Radar).[19]

13. května
- Z čínské loděnice Dalian Shipbuilding Industry Corporation (DSIC) vyplula k námořním zkouškám čínská letadlová loď, která je prototypovou jednotkou typu 001A. Je druhou čínskou letadlovou lodí a zároveň první letadlovou lodí od počátku postavenou v čínských loděnicích.[20]

16. května
- Britské ministerstvo obrany zahájilo tender na stavbu nových zásobovacích lodí FSS (Fleet Solid Support). Plavidlo má mít kapacitu 7000 m3 pevného nákladu. Plánována je stavba dvou jednotek s opcí na třetí.[21]

24. května
- Britské královské námořnictvo zavedlo do služby nový protiletadlový raketový komplet Sea Captor. K tomuto datu byly systémem již přezbrojeny čtyři fregaty Typu 23 Norfolk.[22]

- Saúdské královské námořnictvo přiznalo, že v souvislosti s vojenskou intervencí v Jemenu došlo ke třem dalším, dosud utajeným útokům na jeho vojenská plavidla. Dne 24. března 2018 byl napaden raketový člun Khalid (519), dne 29. července 2017 byla napadena minolovka třídy Frankenthal (typ 332) a dne 13. června 2017 byla napadena výsadková loď Al-Khaznah. Rozsah poškození uvedených plavidel není znám.[23]

25. května
- Britské královské námořnictvo převzalo první námořní vrtulník nové verze Commando Merlin Mk.4. Oddíly Royal Marines jich převezmou celkem 25 kusů.[24]

### Červen
1. června
- Společnosti Saab a Damen Group poprvé představily ilustraci zachycující společně vyvíjenou ponorku, která má nahradit třídu Walrus. Ponorka vychází z vyvíjené švédské ponorky Kockums A26.[25]

3. června
- US Navy zvolilo pro výzbroj pobřežních válečných lodí Littoral Combat Ship a perspektivních fregat FFG(X) norské protilodní střely Naval Strike Missile.[26]

4. června
- Pákistánské námořnictvo rozšířilo svou objednávku na dvě čínské fregaty typu 054A o další dvě plavidla. Fregaty mají být dodány do roku 2021.[27]

9. června
- Belgie a Nizozemsko oficiálně spustili společnou aktivizici 4 fregat a 12 minolovek.[28]

29. června
- Vítězem soutěže na nové protiponorkové fregaty australského námořnictva třídy Hunter (program SEA 5000) se stala britská společnost BAE Systems s upravenou verzí britských fregat typu 26.

### Červenec
13. července
- V americké loděnici General Dynamics NASSCO byl při nehodě zatopen dost s rozestavěnou mobilní expediční bází USNS Miguel Keith (T-ESB-5) třídy Montford Point. Rozsah případného poškození plavidla není znám. Nikdo nebyl raněn.[29]

17. července
- Jihokorejští výzkumnici objevili poblíž ostrova Ullung-do vrak ruského pancéřového křižníku Dmitrij Donskoj potopeného v bitvě u Cušimy během rusko-japonské války v roce 1905.[30]

### Srpen
15. srpna
- Argentina pokračuje v pátrání ponorce ARA San Juan, která zmizel v listopadu 2017 na cvičné plavbě. Na prohledávání mořského dna najala americkou společnost Ocean Infinity.[31]

16. srpna
- Výzkumnému týmu amerického Národního úřadu pro oceán a atmosféru se na mořském dně poblíž ostrova Kiska podařilo lokalizovat záď druhoválečného torpédoborce třídy Fletcher USS Abner Read (DD-526). Torpédoborec byl roku 1943 během protiponorkové hlídky těžce poškozen výbuchem, který odlomil jeho záď. Zemřelo 71 námořníků.[32]

- Britské ministerstvo obrany restartovalo program akvizice nových fregat typu 31 pro královské námořnictvo. Program byl v červenci 2018 pozastaven kvůli nedostatku vyhovujících nabídek.[33]

17. srpna
- Ukrajina provedla test nové domácí podzvukové protilodní střely Neptun. Střela úspěšně zasáhla 100 km vzdálený cíl. Její koncepce je podobná ruské Ch-35.[34]

- Námořnictvo Korejské republiky zvažuje úpravu svých výsadkových lodí třídy Dokdo pro provoz kolmostartujících bojových letounů F-35B. Námořnictvo zjišťuje, jaké úpravy obou lodí by v takovém případě bylo nutné provést.[35]

22. srpna
- Nizozemská společnost dostala pokutu téměř 250 000 liber poté, co byl její trawler roku 2016 přistižen britskou hlídkovou lodí HMS Severn při plundrování lodního vraku z první světové války. Trawler nelegálně vyzvedával kovové části civilní lodě SS Harrovian potopené roku 1916 německou ponorkou U-67.[36]

27. srpna
- V pořadí druhá (po původně sovětské Liao-ning) a zároveň první čínskými loděnicemi navržená a postavená čínská letadlová loď typu 001A zahájila námořní zkoušky.[37]

31. srpna
- Americké námořnictvo u společnosti Boeing objednalo výrobu prvních čtyř bezpilotních tankovacích letounů Stingray, které budou operovat z amerických letadlových lodí. Budou to vůbec první bezpilotní palubní letouny. Dosažení jejich počátečních operačních schopností je plánováno na rok 2024.[38]

### Září
11. září
- Na indonéském raketovém člunu Rencong (622) vypukl požár a člun se následně potopil. Rencong zrovna hlídkoval 20 mil od Sorongu v provincii Západní Papua. Všech 37 členů posádky bylo evakuováno.[39]

- Argentina obnovila pátrání po ztracené konvenční ponorce ARA San Juan, pohřešované od listopadu 2017. Pátrání provádí specializované plavidlo Seabed Constructor provozované americkou společností Ocean Infinity.[40]

27. září
- Kolmostartující bojové letouny F-35B Lightning II z americké výsadkové lodě USS Essex (LHD-2) uskutečnily první bojovou misi této verze letounu Lightning II. Letouny americké námořní pěchoty při ní podporovaly pozemní jednotky v Afghánistánu.[41]

### Říjen
15. října
- Potápěči amerického námořnictva odčerpaly palivo z vraku německého těžkého křižníku Prinz Eugen. USA křižník získalo jako kořist po druhé světové válce a použilo jej při dvou jaderných testech na atolu Bikini (Operace Crossroads). Následně byl odtažen na atol Kwajalein, kde se potopil. Celkem bylo odčerpáno 250 000 galonů paliva, což má představovat 97% jeho celkového v nádržích.[42]

20. října
- Britské fregaty typu 26 Global Combat Ship zvítězily v kanadském programu Canadian Surface Combatant na náhradu fregat třídy Halifax a torpédoborců třídy Iroquois. Celkem má být postaveno až 15 plavidel.

23. října
- Mezinárodní vědecký tým objevil na dně Černého moře dosud nejstarší nedotčený vrak antické řecké lodi. Plavidlo se potopilo kolem roku 400 př. n. l., je tedy staré cca 2400 let. Vrak se nachází v hloubce dvou kilometrů asi 80 kilometrů od bulharského pobřeží[43]

24. října
- Francouzské ministerstvo obrany na veletrhu Euronaval oznámilo, že zahájí koncepční práce na nové letadlové lodi, která má ve službě nahradit plavidlo Charles de Gaulle (R91).[44]

29. října
- Indonéské námořnictvo vyslalo do pátrání po zmizelém dopravním letadle Boeing 737 MAX letu JT610 letecké společnosti Lion Air svou výsadkovou loď KRI Banda Aceh (593) a výzkumnou loď KRI Rigel (933).[45]

30. října
- Ruská letadlová loď Admiral Kuzněcov byla během modernizačních prací poškozena, neboť se při spouštění na vodu potopil plovoucí suchý dok PD-50, ve kterém byla umístěna. Přitom se na plavidlo zřítil 70tunový jeřáb tohoto doku. Čtyři lidé byli zraněni, pátý je nezvěstný.[46] Podle serveru Business Insider v plavidle vznikla díra o rozměrech 4×5 metru.[47]

### Listopad
1. listopadu
- Japonská loděnice Mitsubishi Heavy Industries (MHI) získala zakázku na stavbu čtyř nových fregat o výtlaku 3900 tun pro Japonské námořní síly sebeobrany. Fregaty mají být dodány do roku 2022.[48]

8. listopadu
- Norská fregata Helge Ingstad (F313) třídy Fridtjof Nansen se u terminálu Sture v Øygardenu srazila s tankerem MV Sola TS (IMO: 9724350; 112 939 dwt), který byl tažen remorkérem Tenax. Fregata se vracela z mezinárodního cvičení NATO Trident Juncture. Sedm nebo osm lidí bylo zraněno a 137 muselo být evakuováno. Došlo k proražení trupu fregaty na levoboku nad i pod vodní hladinou v úrovni hangáru a fregata musela být usazena na mělčině, aby se zabránilo jejímu převrácení.[49][50]

13. listopadu
- Navzdory pokusu o zafixování částečně ponořené norské fregaty Helge Ingstad (F313) třídy Fridtjof Nansen pomocí ocelových lan, došlo v noci mezi 12.–13. listopadem k téměř úplnému potopení plavidla. Nad hladinou zůstal jen část radaru a hangáru pro vrtulník.[51]

17. listopadu
- Vrak od listopadu 2017 pohřešované argentinské ponorky ARA San Juan (S-42), byl nalezen specializovaným plavidlem Seabed Constructor provozovaným americkou společností Ocean Infinity. Vrak se nachází v hloubce 920 metrů cca 600 kilometrů východně od patagonského města Comodoro Rivadavia. Jeho průzkum prokázal, že došlo k implozi.[52]

24. listopadu
- Námořnictvo Čínské lidové osvobozenecké armády provedlo první známý test ponorkové balistické rakety JL-3. Raketa byla vypuštěna z upravené konvenční ponorky. Její dolet je odhadován na 9000 km.[53]

25. listopadu
- Incident v Kerčském průlivu: Ukrajinský remorkér Jany Kapu (U947; ex RB-308; Projekt 498 Protej), doprovázený dvěma ukrajinskými dělovými čluny projektu 58155 Gjurza-M Berďansk a Nikopol, byl v Kerčském průlivu taranován a zadržen ruským oceánským remorkérem pobřežní stráže Don (353; ex 053; ex 103; Projekt 745P). K incidentu došlo poté, co se ukrajinské lodě pokusily proplout průlivem na cestě z Oděsy do Mariupolu. Rusko obvinilo Ukrajinu z narušení ruských teritoriálních vod, všechny tři ukrajinské lodě zabavilo a uzavřelo průjezd průlivem. Ukrajina, která neuznává ruský zábor Krymu, odpověděla vyhlášením pohotovosti pro lodě v Azovském moři.[54][55][56]

### Prosinec
14. prosince
- Španělská vláda odsouhlasila program stavby pěti fregat třídy Bonifaz (F110), které ve službě nahradí třídu Santa María (F80). Finální kontrakt s loděnicí Navantia ještě nebyl uzavřen.

## Lodě vstoupivší do služby
- 10. ledna –  KRI I Gusti Ngurah Rai (332) – fregata třídy Martadinata

- 11. ledna –  Jeon Byeongik (PKG 732) – hlídková loď třídy Gumdoksuri

- 12. ledna –  Ž’-čao (598) – fregata typu 054A

- 15. ledna –  Commodore Andreas Ioannides (P61) – hlídková loď OPV 62

- 15. ledna –  Wu-chaj (540) – korveta typu 056A

- 23. ledna –  Hong Beom-do (S-079) – ponorka typu 214

- 3. února –  USS Omaha (LCS-12) – littoral combat ship třídy Independence

- 6. února –  HQ-015 Tran Hung Dao a HQ-016 Quang Trung – fregaty typu Gepard-3.9

- 14. února –  Auvergne (D 654) – fregata třídy FREMM

- 22. února –  USNS Hershel Woody Williams (T-ESB-4) – pomocná loď třídy Montford Point

- 28. února –  Hitači (PM-55) a Kitakami (PM-56) – hlídkové lodě třídy Katori

- 28. února –  Tomori (PS-35) a Toguchi (PS-36) – hlídkové lodě třídy Šhimodži

- březen –  Čang-jie (541) – korveta typu 056A

- březen –  Jugurtha (P 610) – oceánská hlídková loď třídy Jugurtha

- 6. března –  Tegu (FFG-818) – fregata třídy Tegu

- 6. března –  MV Asterix – pomocná zásobovací loď

- 7. března –  Asahi (DD-119) – torpédoborec třídy Asahi

- 9. března –  USCGC Joseph Gerczak (WPC-1126) – kutr třídy Sentinel

- 12. března –  Seirjú (SS-509) – ponorka třídy Sórjú

- 16. března –  Hirado (305) – minolovka třídy Awadži

- 17. března –  USS Colorado (SSN-788) – ponorka třídy Virginia

- 20. března –  Čijoda (ASR-404) – záchranná loď ponorek

- 24. března –  USS Ralph Johnson (DDG-114) – torpédoborec třídy Arleigh Burke

- 28. března –  BRP Cape San Agustin (MRRV-4408) a BRP Cabra (MRRV-4409) – hlídkové lodě třídy Parola

- 2. dubna –  Il Chool Bong (LST-688) – výsadková loď třídy Cheon Wang Bong

- 4. dubna –  Elbrus – logistická a podpůrná loď projekt 23120

- 7. dubna –  Sancaktar (L403) – výsadková loď třídy Bayraktar

- 10. dubna –  Nan-ťing (155) – torpédoborec typu 052D

- 11. dubna –  ICGS Vikram (33) – hlídková loď třídy Vikram

- 12. dubna –  An-jang (599) – fregata typu 054A

- 13. dubna –  HMS Forth (P222) – hlídková loď třídy River

- 19. dubna –  Sindurala (P624) – oceánská hlídková loď třídy Saryu

- 21. dubna –  USS Portland (LPD-27) – výsadková loď třídy San Antonio

- 21. dubna –  USCGC Richard T. Snyder (WPC-1127) – kutr třídy Sentinel

- 24. dubna –  Federico Martinengo (F 596) – fregata třídy FREMM

- 25. dubna –  L-53 – výsadková loď třídy LCU Mk IV

- 25. dubna –  Ardadedali (404) – ponorka typu 209

- 26. dubna –  KD Gagah Samudera (271) a KD Teguh Samudera (272) – cvičná loď třídy Gagah Samudera

- 9. května –  T.265, T.266, T.267, T.268 a T.269 – hlídkový čluny typu třídy M21

- 10. května –  Presidente Manuel Amador Guerrero (L-403) – podpůrná loď typu Damen Stan Lander 5612

- 17. května –  Al-Karama (ex LÉ Aisling (P23) – hlídková loď třídy Emer

- 25. května –  L-54 – výsadková loď třídy LCU Mk IV

- 25. května –   Dozornyjyj – hlídkové loď projektu 22460

- 26. května –  USS Manchester (LCS-14) – littoral combat ship třídy Independence

- 1. června –  Vyšnij Voločok – korveta projektu 21631

- 8. června –  BAP Pisco (AMP-156) – výsadková loď třídy Makassar

- 18. června –  ICGS Rani Rashmoni (81) – hlídková loď třídy Rani Abbaka

- 20. června –  Ivan Gren (135) – výsadková loď projekt 11711

- 25. června –  Ivan Churs – zpravodajská loď projekt 18280

- 25. června –  Syphax (P 611) – oceánská hlídková loď třídy Jugurtha

- 25. června –  Kerkouane (P212) – hlídková loď třídy Istiqlal

- 28. června –  HMS Magpie (H130) – výzkumná loď[57]

- 29. června –  Atlântico (A 140) (ex HMS Ocean) – vrtulníková výsadková loď[58]

- 1. července –  Nan-čchung (557) – korveta typu 056A

- 6. července –  Sines (P 362) – oceánská hlídková loď třídy Viana de Castelo

- 25. července –  USCGC Nathan Bruckenthal (WPC-1128) – kutr třídy Sentinel

- 26. července –  Loire (A602) – podpůrná loď třídy Loire

- 27. července –  Audaz (P-45) – oceánská hlídková loď třídy Meteoro

- 28. července –  Admiral Gorškov – fregata projektu 22350

- 2. srpna –  RFA Tiderace (A137) – zásobovací tanker třídy Tide

- 23. srpna –  BRP Bagacay (MRRV-4410) a BRP Cape Engaño (MRRV-4411) – hlídkové lodě třídy Parola

- 28. srpna –  Sien-ning (500) – fregata typu 054A

- 3. září –  Nguru (P187) a Ekulu (P188) – hlídkové lodě třídy FPB 110 MKII

- 3. září –  Shiroro (P185), Ose (P186), Gongola (P189) a Calabar (P190) – hlídkové lodě třídy FPB 72 MKII

- 12. září –  Lung-chu-šan (980) – výsadková loď typu 071

- 14. září –  ICGS Vijaya (34) – hlídková loď třídy Vikram

- 18. září –  ROKS Sojang (AOE-51) – bojová podpůrná loď třídy Sojang

- 26. září –  RSS Justice (18) a RSS Indomitable (19) – hlídkové lodě třídy Independence

- 27. září –  Sorači (PM-57) – hlídková loď třídy Katori

- 29. září –  USS Indiana (SSN-789) – ponorka třídy Virginia

- 1. října –  Ladoga – hydrografické plavidlo Projektu 11982

- 10. října –  Bezuprečnyj – hlídkové loď projektu 22460

- 15. října –  BRP Boracay (2401) a BRP Panglao (2402) – hlídkové lodě třídy FPB 72 Mk.II

- 16. října –  PNS Moawin (A39) – bojová podpůrná loď

- 27. října –  HMAS Brisbane (DDG 41) – torpédoborec třídy Hobart

- 4. listopadu –  Burgazada (F-513) – korveta třídy Ada

- 8. listopadu –  USCGC Forrest O. Rednour (WPC-1129) – kutr třídy Sentinel

- 8. listopadu –  Ming-čchuan (PFG-1112) (ex USS Taylor, FFG-50) a Feng-ťia (PFG-1115) (ex USS Gary, FFG-51) – fregaty třídy Oliver Hazard Perry

- 15. listopadu –  USNS Burlington (T-EPF-10) – rychlá transportní loď třídy Spearhead

- 18. listopadu –  USS Sioux City (LCS-11) – littoral combat ship třídy Freedom

- 21. listopadu –  No Jeok Bong (LST-689) – výsadková loď třídy Cheon Wang Bong

- 22. listopadu –  T.270, T.271, T.272, T.273 a T.274 – hlídkový čluny typu třídy M21

- 23. listopadu –  Kamčatka – arktická hlídková loď projektu 22120

- 23. listopadu –  Jalisco (P 167) – oceánská hlídková loď třídy Oaxaca

- 28. listopadu –  HMBS Madeira (P304) – hlídková loď Damen Stan Patrol 3007

- 30. listopadu –  Hisamacu (PS-37) – hlídková loď třídy Šhimodži

- prosinec –  SMK-2187 – záchranné plavidlo projektu 23370M

- 1. prosince –  USS Thomas Hudner (DDG-116) – torpédoborec třídy Arleigh Burke

- 1. prosince –  Sahand (74) – fregata třídy Moudž

- 5. prosince –  Kapitan Gurijev – záchranný remorkér Projektu 22870

- 7. prosince –  Omiš (OOB-31) – hlídková loď třídy Omiš

- 10. prosince –  Orechovo-Zujevo – korveta projektu 21631

- 12. prosince –  Tchaj-jüan (131) – torpédoborec typu 052D

- 17. prosince –  Mytišči – korveta projektu 22800

- 19. prosince –  L-55 – výsadková loď třídy LCU Mk IV

- 20. prosince –  Vasilij Bykov – hlídková loď projektu 22160

- 24. prosince –  1717 až 1720 – výsadkové čluny třídy 1701

- 25. prosince –  Gromkij – korveta projektu 20380